# Tim Gunn

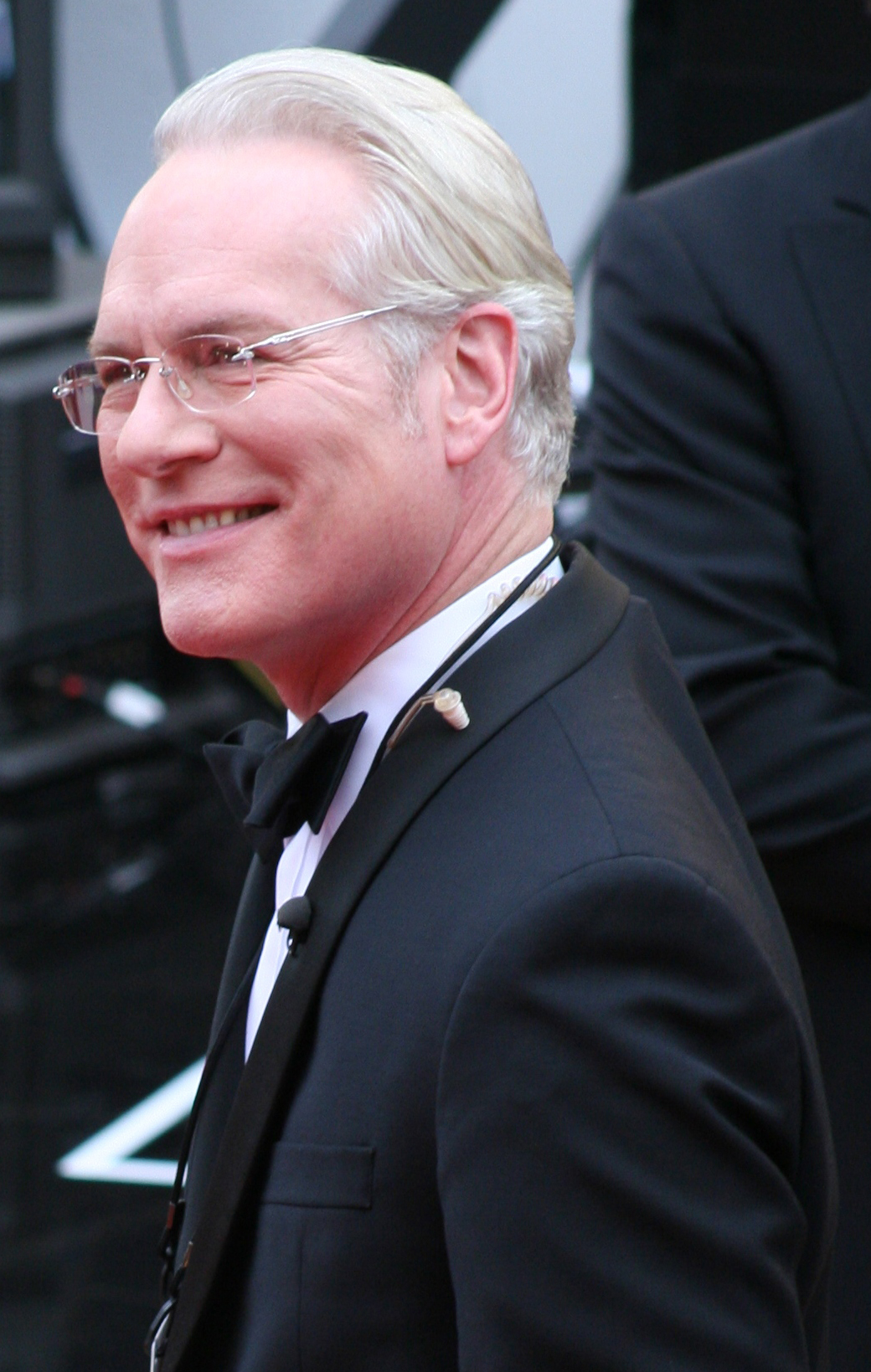
Tim Gunn

Timothy M. Gunn (* 29. Juli 1953 in Washington, D.C.) ist ein US-amerikanischer Modeberater.

## Leben
Nach seiner Schulzeit besuchte Gunn die private Hochschule Corcoran College of Art and Design, wo er den BFA in Gestaltung (Skulptur) erreichte.
Gunn war von 1982 bis 2007 Mitglied der Fakultät der Parsons School of Design. Von August 2000 bis März 2007 leitete Gunn den Bereich Modedesign an der Schule. Im US-amerikanischen Fernsehen ist er aufgrund seiner Teilnahme an der Fernsehserie Project Runway landesweit bekannt. Gunn lebt offen asexuell in New York City.
Weiterhin verkörperte er sich selbst in fünf Episoden der US-Sitcom How I Met Your Mother (100. Folge, 2010 und der 188. Folge, 189. Folge, 2013 sowie der 201. und 206. Folge, 2014). 2009 war er ein Gaststar in Drop Dead Diva. Außerdem war er 2010 in der Serie Gossip Girl zu sehen, in der er für eine Folge sich selbst spielte. Eine Schauspielrolle als Henri hatte er für den Film Die Schlümpfe.
Gunn produzierte und moderierte gemeinsam mit Heidi Klum die Designer-Casting-Show Making the Cut, die seit 27. März 2020 bei Amazon Prime Video zu sehen ist.